# 데니스 체르코우스키스
데니스 체르코우스키스(라트비아어: Deniss Čerkovskis, 1978년 11월 2일 ~ )는 라트비아의 근대5종 선수로 시드니에서 열린 2000년 하계 올림픽, 아테네에서 열린 2004년 하계 올림픽과 베이징에서 열린 2008년 하계 올림픽, 런던에서 열린 2012년 하계 올림픽에 출전했다.
체르코우스키스는 2001년에 도핑 위반으로 2년동안 선수 자격 정지 징계를 받았다.